# 昭和郷アパート放火事件
昭和郷アパート放火事件（しょうわごうアパートほうかじけん）とは、1957年に東京都昭島市で発生した火災保険金目的の放火事件である。

## 事件の概略
事件の現場となった通称「昭和郷アパート」は元々は外地からの引揚げ者のための寮であった。建設された当時は立川飛行場に隣接する立川陸軍航空廠の労働者の寮であったが、終戦後に東京都が引揚げ者のために寮としていた。なお「昭和郷」とは、当時の地名が北多摩郡昭和町（1954年＜昭和29年＞に合併して消滅）にあったことに因んだものであった。また事件が発生した時点では上京してきた入居者の家族なども居住していた。
1957年（昭和32年）10月27日午前2時ごろ、「昭和郷アパート」西9番館の階下東側の物置から出火した。アパートは老朽化した木造家屋であったことから火のまわりが早く、3棟178m²が全焼した。深夜の火災であったことから逃げ遅れた女性や子供8人が焼死し、重軽傷者6人を出す大惨事となった。また34世帯134人が被災した。
火災発生場所が火の気のないところであったことから、放火の疑いが強かったが証拠も全て灰になっていたため捜査は困難を極めた。しかし半年前の4月7日にも火元となったアパートの1階で放火未遂事件が発生していたことから、その時の遺留品を元に捜査したところ、被災者の男性A（当時39歳）が被疑者として浮かんだ。捜査の結果、Aは10月に40万円、4月の放火未遂事件の際にも60万円と当時としては高額の火災保険に加入していたことが明らかになるなどして、Aは1958年（昭和35年）3月8日に警視庁昭島警察署に逮捕された。

## 犯人のその後
火災保険金が目的のAは殺人罪に該当せず、Aは現住建造物等放火罪と詐欺罪（保険金詐取）で起訴され、検察は現住建造物等放火罪の最高刑の死刑を求刑した。一審の東京地方裁判所八王子支部は1959年7月6日に無期懲役を言い渡したが、控訴審の東京高等裁判所は1960年（昭和35年）10月26日に一審判決を破棄し逆転死刑となり、1961年（昭和36年）7月31日に最高裁も上告を棄却し死刑判決が確定した。この事件は、戦後として殺人罪または致死罪が適用されずに死刑が確定した唯一の例である。なお、死刑は1970年（昭和45年）に執行されたものとみられる。